# Juan Eusebio Nieremberg
Juan Eusebio Nieremberg y Otin (Madrid, 9 de setembro de 1595 - Madrid, 7 de abril de 1658) foi um humanista, físico, biógrafo, teólogo, jesuíta e escritor ascético espanhol pertencente a Companhia de Jesus.

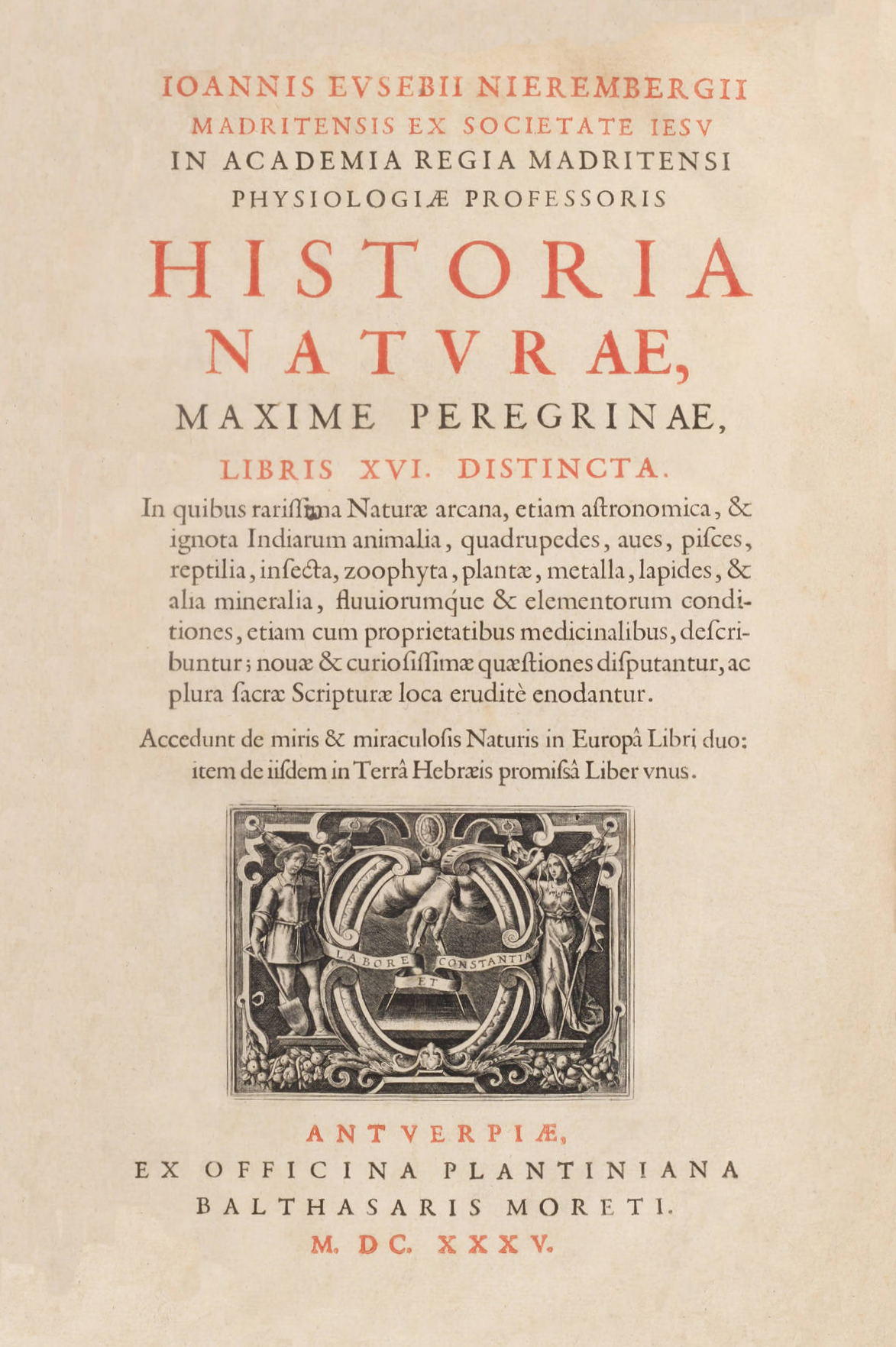
Historia natvrae, maxime peregrinae (libris XVI). 1635.
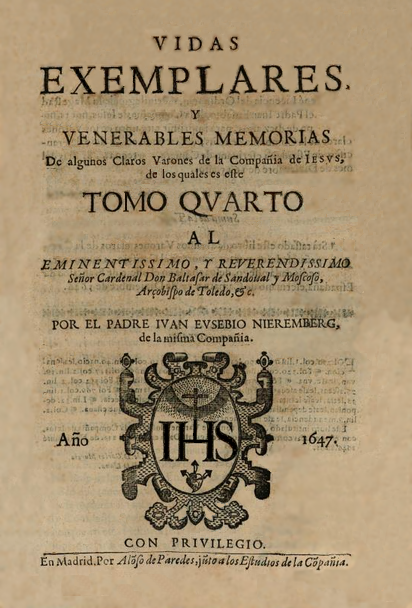
Vidas ejemplares y venerables memorias de algunos claros varones de la Compañía de Jesús (tomo cuarto). 1647.